# 七尾市総合市民体育館
もしかして
- 七尾総合市民体育館

ではありませんか？